# Nikander Pskowski
Nikander Pskowski, imię świeckie: Nikon (ur. 24 lipca 1507 w Widielebiu – zm. 24 września 1581 w okolicach Pskowa) – święty mnich prawosławny.
Pochodził z rodziny chłopskiej, jego brat Arseniusz również został prawosławnym mnichem. Już w młodym wieku postanowił naśladować Eufrozyna Pskowskiego, zakonnika, który pochodził z tej samej wsi, co on. W wieku siedemnastu lat, po śmierci ojca, przekonał matkę, by rozdała cały spadek po mężu i została mniszką. Sam natomiast udał się na pielgrzymkę po klasztorach ziemi pskowskiej, odwiedzając groby świętych zakonników Sawy Krypieckiego i Eufrozyna Pskowskiego.
Przez krótki czas przebywał w Pskowie, gdzie chciał podnieść swój poziom wykształcenia i lepiej poznać Biblię. Pewnego dnia, modląc się w cerkwi, miał usłyszeć głos od ołtarza, który wzywał go, by udał się do klasztoru, jaki wskaże mu chłop imieniem Fiodor. Ten wskazał mu pustelnię nad rzeką Demianką, w okolicach Pskowa. Po kilku latach w tym miejscu, wciąż jako posłusznik, dołączył do monasteru założonego przez św. Sawę Krypieckiego. Jego przełożony początkowo nie chciał go przyjąć z powodu jego słabego stanu zdrowia. Zgodził się jednak, gdy ujrzał Nikona modlącego się usilnie na grobie założyciela klasztoru. W tym samym klasztorze Nikon złożył śluby wieczyste z imieniem Nikander. 
Mnich Nikander, choć formalnie członek wspólnoty monastycznej, prowadził życie samotnicze w sąsiedztwie klasztoru. Miał mieć wizje innych świętych zakonników i być kuszonym przez diabły. Kilkakrotnie napadali go złodzieje, zabierając z jego celi jego ikony i księgi teologiczne. Ostatecznie, mając błogosławieństwo przełożonego, opuścił klasztor i wrócił do pustelni, w której rozpoczął życie monastyczne. Nie zerwał jednak kontaktu z poprzednim monasterem - kilkakrotnie wędrował między dwoma klasztorami. Osiem lat przed śmiercią udał się do monasteru św. Damiana w Pskowie, by złożyć śluby wielkiej schimy. Już wtedy uważany był za świętego, wielu mieszkańców miasta udawało się do niego po wsparcie duchowe i radę.
Przewidując rychłą śmierć, schimnich Nikander poprosił diakona Piotra, posługującego w żeńskim monasterze w Porchowie, by wzniósł na jego grobie cerkiew i umieścił w niej ikonę Zwiastowania. Zmarł 24 września 1581. Trzy lata później przy świątyni, jaka powstała na miejscu jego pochówku, powstał męski monaster.